# Missouri Foxtrotter
Der Missouri Foxtrotter ist eine der ältesten amerikanischen Pferderassen und wurde in den 1820er Jahren im Bereich des Ozark-Plateaus in den US-amerikanischen Bundesstaaten Arkansas und Missouri gezüchtet.
Hintergrundinformationen zur Pferdebewertung und -zucht finden sich unter: Exterieur, Interieur und Pferdezucht.

## Exterieur
- idealerweise eine Größe zwischen 1,40 m und 1,60 m
- sollte in der Lage sein, einiges an Gewicht zu tragen
- gerade stehend, wach und aufmerksam
- der Hals sollte gut proportioniert zum Körper sein
- der Kopf fein, sauber und intelligent geformt, mit kleinen, aufgerichteten stehenden Ohren
- die Augen sollen groß und klar mit einem sich verjüngenden Maul sein
- die Brust soll tief und voll sein, ebenso die Flanken
- Schultern sollen gut bemuskelt und sauber gewinkelt sein
- Beine gut bemuskelt und gut geformt
- Fuß sollte stark sein und in richtiger Proportion zur Größe des Pferdes

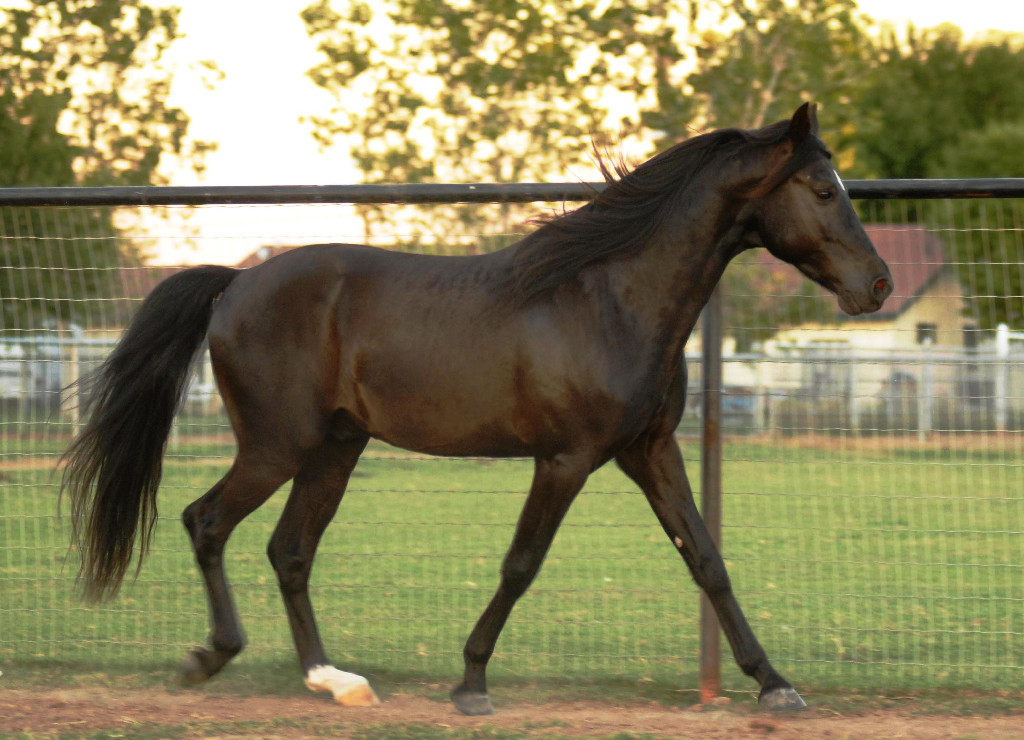
Typvoller Hengst

## Gangveranlagung
Der Missouri Foxtrotter verfügt über mehr als die normalen Pferdegangarten:
Canter (Zuchtziel)Der Canter ist eine Drei-Takt-Gangart, geschmeidig, frei, entspannt und auf beiden Händen gerade. Die Tritte sind lang, weitausgreifend. Zu stark versammelter Vier-Takt-Galopp, übermäßiges Tempo und exzessives Pumpen in der Bewegung sind nicht erwünscht.
Flatfoot Walk (Zuchtziel)Der Flatfoot Walk ist ein flacher Vier-Takt-Gang in lateraler Fußfolge. Die Spur der Hinterbeine soll die der Vorderbeine übertreten.
Foxtrot (Zuchtziel)Der Foxtrot ist ein diagonaler Gang im Vierschlag. Ein gebrochener Trab, bei dem der vordere Huf kurz vor dem hinteren auffußt. Das Pferd geht dabei mit den Vorderbeinen im Walk und mit den Hinterbeinen im Trab und tritt dabei über. Der Kopf spiegelt den Rhythmus des Ganges wider. Der Schweif zeigt ebenfalls den Rhythmus des Ganges an.
GaloppDer gestreckte Vier-Takt-Galopp (Renngalopp) soll weich geschmeidig und entspannt in den Bewegungen ablaufen.
Running WalkEs ist die gleiche Fußfolge wie beim Flatfoot Walk. Die Geschwindigkeit ist höher und der Übertritt der Hinterhand ist deutlich erkennbar.
WalkDer Walk (Schritt) ist eine natürliche, flach fußende, Vier-Takt-Gangart. Das Pferd bewegt sich aufmerksam und wach, hat eine Schrittlänge, die zu seinem Exterieur passt.
Single FootDer Single Foot ist ein Vier-Takt-Gang mit einer Einbeinstütze. Eine Gangvariante, bei der viele Foxtrotter sehr hohe Geschwindigkeiten erreichen können. Der Single Foot ist kein Zuchtziel.

## Zuchtgeschichte
Das Pferd wird speziell daraufhin gezüchtet, die Gangart des Foxtrot, d. h. das Pferd geht vorne Schritt und trabt hinten, auszuüben. Die Gangart ist sehr sicher und verhindert relativ gut sowohl eine frühe Ermüdung des Pferdes als auch, dass Bewegungen an den Reiter weitergegeben werden.
Sie sind besonders bei Ausdauerleistungen und im Gelände im Vorteil, weshalb die Missouri Foxtrotter heute auch von den Forestrangern der USA eingesetzt werden und bei den Amischen sehr beliebt sind.
Es gibt 87.000 registrierte Pferde der Rasse, den größten Teil davon in den USA, wenige in Kanada, 450 in Europa, von denen 320 in Deutschland leben (Stand: Januar 2006).